# Croatia Open Umag 1997 - Qualificazioni singolare
Le qualificazioni del singolare  del Croatia Open Umag 1997 sono state un torneo di tennis preliminare per accedere alla fase finale della manifestazione. I vincitori dell'ultimo turno sono entrati di diritto nel tabellone principale. In caso di ritiro di uno o più giocatori aventi diritto a questi sono subentrati i lucky loser, ossia i giocatori che hanno perso nell'ultimo turno ma che avevano una classifica più alta rispetto agli altri partecipanti che avevano comunque perso nel turno finale.
Le qualificazioni del torneo Croatia Open Umag 1997 prevedevano 21 partecipanti di cui 4 sono entrati nel tabellone principale.

## Teste di serie
1. Sergi Duran-Bernad (Qualificato)
2. Andrei Rybalko (Qualificato)
3. Željko Krajan (Qualificato)
4. David Caballero Garcia (Qualificato)

1. Libor Němeček (ultimo turno)
2. Ivica Ančić (ultimo turno)
3. Eduardo Nicolas-Espin (ultimo turno)
4. Carlos Martinez-Comet (ultimo turno)

## Qualificati
1. Sergi Duran-Bernad
2. Andrei Rybalko

1. Željko Krajan
2. David Caballero Garcia

## Tabellone

### Legenda
| - Q = Qualificato - WC = Wild card - LL = Lucky loser | - ALT = Alternate - SE = Special Exempt - PR = Protected Ranking | - w/o = Walkover - r = Ritirato - d = Squalificato |

### Sezione 1
|  | Primo turno | Primo turno | Primo turno | Primo turno | Primo turno |  |  | Secondo turno | Secondo turno         | Secondo turno         | Secondo turno         | Secondo turno         |   |   | Ultimo turno | Ultimo turno       | Ultimo turno       | Ultimo turno | Ultimo turno |  |
|  |             |             |             |             |             |  |  |               |                       |                       |                       |                       |   |   |              |                    |                    |              |              |  |
|  |             |             |             |             |             |  |  |               |                       |                       |                       |                       |   |   |              |                    |                    |              |              |  |
|  |             |             |             |             |             |  |  | 1             | Sergi Duran-Bernad    | Sergi Duran-Bernad    | 6                     | 6                     |   |   |              |                    |                    |              |              |  |
|  |             |             |             |             |             |  |  |               | Kruno Zrinski         | Kruno Zrinski         | 1                     | 1                     |   |   |              |                    |                    |              |              |  |
|  |             |             |             |             |             |  |  |               |                       |                       |                       |                       |   |   | 1            | Sergi Duran-Bernad | Sergi Duran-Bernad | 6            | 7            |  |
|  |             |             |             |             |             |  |  |               |                       | 8                     | Carlos Martinez-Comet | Carlos Martinez-Comet | 2 | 5 |              |                    |                    |              |              |  |
|  |             |             |             |             |             |  |  |               | Miro Hrvatin          | Miro Hrvatin          | 3                     | 2                     |   |   |              |                    |                    |              |              |  |
|  |             |             |             |             |             |  |  | 8             | Carlos Martinez-Comet | Carlos Martinez-Comet | 6                     | 6                     |   |   |              |                    |                    |              |              |  |
|  |             |             |             |             |             |  |  |               |                       |                       |                       |                       |   |   |              |                    |                    |              |              |  |

### Sezione 2
|  | Primo turno     | Primo turno     | Primo turno     | Primo turno | Primo turno |  |  | Secondo turno | Secondo turno         | Secondo turno  | Secondo turno         | Secondo turno |   |   | Ultimo turno | Ultimo turno   | Ultimo turno | Ultimo turno | Ultimo turno |  |
|  |                 |                 |                 |             |             |  |  |               |                       |                |                       |               |   |   |              |                |              |              |              |  |
|  |                 |                 |                 |             |             |  |  |               |                       |                |                       |               |   |   |              |                |              |              |              |  |
|  |                 |                 |                 |             |             |  |  | 2             | Andrei Rybalko        | Andrei Rybalko | 6                     | 6             |   |   |              |                |              |              |              |  |
|  | Ivan Beros      | Ivan Beros      | Ivan Beros      | 6           | 6           |  |  |               | Ivan Beros            | Ivan Beros     | 3                     | 1             |   |   |              |                |              |              |              |  |
|  | Philippe Kobzos | Philippe Kobzos | Philippe Kobzos | 4           | 3           |  |  |               |                       |                |                       |               |   |   | 2            | Andrei Rybalko | 6            | 3            | 6            |  |
|  | Luka Kutanjac   | Luka Kutanjac   | 2               | 6           | 6           |  |  |               |                       | 7              | Eduardo Nicolas-Espin | 2             | 6 | 2 |              |                |              |              |              |  |
|  | Damir Petras    | Damir Petras    | 6               | 2           | 3           |  |  |               | Luka Kutanjac         | 5              | 6                     | 1             |   |   |              |                |              |              |              |  |
|  |                 |                 |                 |             |             |  |  | 7             | Eduardo Nicolas-Espin | 7              | 2                     | 6             |   |   |              |                |              |              |              |  |
|  |                 |                 |                 |             |             |  |  |               |                       |                |                       |               |   |   |              |                |              |              |              |  |

### Sezione 3
|  | Primo turno     | Primo turno     | Primo turno     | Primo turno | Primo turno |  |  | Secondo turno | Secondo turno | Secondo turno | Secondo turno | Secondo turno |   |   | Ultimo turno | Ultimo turno  | Ultimo turno  | Ultimo turno | Ultimo turno |  |
|  |                 |                 |                 |             |             |  |  |               |               |               |               |               |   |   |              |               |               |              |              |  |
|  |                 |                 |                 |             |             |  |  |               |               |               |               |               |   |   |              |               |               |              |              |  |
|  |                 |                 |                 |             |             |  |  | 3             | Željko Krajan | Željko Krajan | 6             | 6             |   |   |              |               |               |              |              |  |
|  | David Roditi    | David Roditi    | David Roditi    | 6           | 6           |  |  |               | David Roditi  | David Roditi  | 1             | 0             |   |   |              |               |               |              |              |  |
|  | Ivo Karlović    | Ivo Karlović    | Ivo Karlović    | 2           | 0           |  |  |               |               |               |               |               |   |   | 3            | Željko Krajan | Željko Krajan | 6            | 6            |  |
|  | Ivan Vajda      | Ivan Vajda      | Ivan Vajda      | 6           | 6           |  |  |               |               | 5             | Libor Němeček | Libor Němeček | 4 | 2 |              |               |               |              |              |  |
|  | Marius Calugaru | Marius Calugaru | Marius Calugaru | 2           | 3           |  |  |               | Ivan Vajda    | Ivan Vajda    | 2             | 1             |   |   |              |               |               |              |              |  |
|  |                 |                 |                 |             |             |  |  | 5             | Libor Němeček | Libor Němeček | 6             | 6             |   |   |              |               |               |              |              |  |
|  |                 |                 |                 |             |             |  |  |               |               |               |               |               |   |   |              |               |               |              |              |  |

### Sezione 4
|  | Primo turno        | Primo turno        | Primo turno        | Primo turno | Primo turno |  |  | Secondo turno | Secondo turno          | Secondo turno          | Secondo turno | Secondo turno |   |   | Ultimo turno | Ultimo turno           | Ultimo turno           | Ultimo turno | Ultimo turno |  |
|  |                    |                    |                    |             |             |  |  |               |                        |                        |               |               |   |   |              |                        |                        |              |              |  |
|  |                    |                    |                    |             |             |  |  |               |                        |                        |               |               |   |   |              |                        |                        |              |              |  |
|  |                    |                    |                    |             |             |  |  | 4             | David Caballero Garcia | David Caballero Garcia | 6             | 6             |   |   |              |                        |                        |              |              |  |
|  |                    |                    |                    |             | 0           |  |  |               | Vedran Sirola          | Vedran Sirola          | 0             | 0             |   |   |              |                        |                        |              |              |  |
|  |                    |                    |                    |             | 0           |  |  |               |                        |                        |               |               |   |   | 4            | David Caballero Garcia | David Caballero Garcia | 6            | 6            |  |
|  | Valentino Pest     | Valentino Pest     | Valentino Pest     | 6           | 6           |  |  |               |                        | 6                      | Ivica Ančić   | Ivica Ančić   | 1 | 0 |              |                        |                        |              |              |  |
|  | Denan Islambegovic | Denan Islambegovic | Denan Islambegovic | 4           | 2           |  |  |               | Valentino Pest         | 2                      | 6             | 3             |   |   |              |                        |                        |              |              |  |
|  |                    |                    |                    |             |             |  |  | 6             | Ivica Ančić            | 6                      | 3             | 6             |   |   |              |                        |                        |              |              |  |
|  |                    |                    |                    |             |             |  |  |               |                        |                        |               |               |   |   |              |                        |                        |              |              |  |